# Chimarra thienemanni
Chimarra thienemanni är en nattsländeart som beskrevs av Georg Ulmer 1951. Chimarra thienemanni ingår i släktet Chimarra och familjen stengömmenattsländor. Inga underarter finns listade i Catalogue of Life.